# François Le Harivel
Pour les articles homonymes, voir Le Harivel.
François Le Harivel est un homme politique français né le 8 janvier 1812 à Fougères (Ille-et-Vilaine) et décédé le 17 octobre 1859 à Paris.

## Biographie
Négociant en toiles, il est député d'Ille-et-Vilaine de 1853 à 1859, siégeant dans la majorité dynastique soutenant le Second Empire.

## Sources
- « François Le Harivel », dans Adolphe Robert et Gaston Cougny, Dictionnaire des parlementaires français, Edgar Bourloton, 1889-1891 [détail de l’édition]